# Миколаївський костел монастиря бернардинів (Бережани)
Церква Пратулинських мучеників, колишній костел святого Миколая монастиря бернардинів — сакральна споруда у стилі бароко в місті Бережани (Тернопільщина). Центральний архітектурний елемент комплексу Бернардинського монастиря.

## Відомости
Будівництво монастиря отців Бернардинців під горою Сторожисько розпочалося у 30-ті роки XVII століття з ініціативи Урсули Зофії з Кротоських Сенявської — дружини ратненського старости Миколая Сенявського, невістки Адама Героніма Сенявського, тодішнього власника міста. Через різноманітні події будівництво комплексу затягувалося, і продовжилося лише у 80-х роках XVII століття. Монастир, зведення якого остаточно завершено у 1683 році став ще одним оборонним комплексом Бережан, частиною його фортифікаційної лінії, яка захищала місто із північного заходу.
Дідич Миколай-Геронім Сенявський 21 липня 1683 року у львівських «ґродських» актах підтвердив намір закінчити будівництво храму та кляштору. Для зведення храму, утримання його та монастиря:
- призначив кожен десятий сніп з фільварків у Нараєві, Саранчуках, Вільхівці, з інших маєтків бережанського «ключа» — 550 злотих
- наказав щороку давати 6 ялівок, 4 свині, 10 баранів, бочку соленої риби, 2 бочки меду, 3 «камені» воску, 5 «каменів» волового лою
- подарував монастирю фільварок з городом, садом, частину ріки, сажівку (саджавку)
- зобов'язав своїх спадкоємців за необхідності відновлювати споруди
- побажав призначити отця, який добре орієнтується в будівництві та господарстві.[2]

Монастир став занепадати на початку XX століття, але діяв до 1939 року. Під час Другої світової тут знаходилася школа для «фольксдойчів», відразу після війни — притулок-інтернат для сиріт, з 50-х років до 1983 році — спеціальне профтехучилище для важких у вихованні підлітків. З 1983 році в колишньому монастирі розташована виховно-трудова колонія, доступ на територію якої суворо заборонений.
Центральним архітектурним елементом комплексу Бернардинського монастиря став бароковий костел Святого Миколая з прибудованими до нього келіями. Протягом першої половини XVIII століття комплекс добудовувався. У 1742 році монастир «обперезано» міцним кам'яним муром, що ще більше надало йому оборонного вигляду.
Особи, які мають намір побачити зблизька храм чи відвідати його, можуть це зробити вранці кожної неділі під час проведення служби.
На пагорб Старожисько варто піднятися не лише для того, щоб подивитися на монастир, а передусім, тому, що звідси відкривається незабутня панорама середмістя Бережан.
Розпочав свою історію з побудови костелу св. Миколая в 1683 р. на честь бережанців, які брали участь у переможній битві з турками під Віднем. Монастирські будівлі виросли у 1716—1742 рр., закінчення будівництва пов'язане із сприянням дідички — Марії Софії Сенявської. Обнесені власним муром, вони входили в оборонне кільце валів міста.
Щорічні відпусти в день святого Антонія — покровителя міста — збирали сюди бережанців різних церковних громад та люд навколишніх сіл.
За радянських часів монастир ліквідовано і облаштовано виховну колонію для неповнолітніх правопорушників. Радянська влада заплатила гроші чоловікові, який мусив залізти на купол та обрубав сторони хреста на храмі.
Після віднолення богослужінь монастирський костел став церквою Пратулинських мучеників (УГКЦ, діяльність якої в радянські часи була заборонена). У 2001 році у церкву відновили відправи. Коштом прочан у храмі було відновлено купол з хрестом, зараз  відбувається відновлення даху.
Служби Божі «правляться» щонеділі о 8°° вранці.